# 6376 Шамп
6376 Шамп (6376 Schamp) — астероїд головного поясу, відкритий 29 травня 1987 року.
Тіссеранів параметр щодо Юпітера — 3,326.